# St. Louis Stars
O St. Louis Stars foi um time de futebol com sede em St. Louis, Missouri, que jogou na North American Soccer League original de 1968 a 1977. O The Stars era conhecido por jogar principalmente jogadores americanos, muitos da área de St. Louis, em contraste com a dependência de outros times da NASL em jogadores estrangeiros. A equipe mudou-se para Anaheim em 1978 e se tornou o California Surf .

## História

### Década de 1960
O St. Louis Stars, fundado em 1967 como um time da National Professional Soccer League, foi o primeiro time de futebol profissional de St. Louis, embora St. Louis tivesse uma longa história de forte atuação em ligas amadoras e futebol universitário. O The Stars era dirigido pelo empresário de St. Louis, Bob Hermann . Mais tarde, Hermann se tornou presidente do NPSL e criou o Hermann Trophy, a versão do Heisman Trophy para o futebol universitário. O Stars imediatamente roubou os holofotes dos clubes amadores locais e atraiu muitos fãs do esporte. O primeiro time do Stars incluía jogadores de nove países diferentes, com nove jogadores da Iugoslávia, e a maioria do time não falava inglês. A participação média das estrelas 7.613 foi a mais alta da liga. Após a temporada, o NPSL se fundiu com a rival United Soccer Association para formar a North American Soccer League. The Stars se tornou um membro da liga recém-fundida.
Após a temporada de 1968 da NASL, a liga teve problemas com dez franquias fechadas. Os donos da equipe reduziram os salários dos jogadores, e a equipe se tornou semi-profissional. A temporada de 1969 foi dividida em duas partes. A primeira metade foi chamada de Copa Internacional, um torneio de rodadas duplas em que os demais clubes da NASL eram representados por equipes importadas do Reino Unido. O Stars foram representadas pelo Kilmarnock FC da Escócia . O Stars ficou em último na Copa com um recorde de 2–5–1. Na segunda metade da temporada de 1969, as equipes voltaram às suas listas normais e jogaram uma programação de 16 jogos sem playoffs.

### Década de 1970
Após as duas primeiras temporadas perdendo dinheiro, os proprietários da equipe reduziram pessoal. O Stars se tornou um time semi-profissional, com jogadores pagos pelo jogo e mantendo outros empregos. Conseqüentemente, a equipe começou a atrair multidões pobres, com média de menos de 4.000 fãs por jogo nas três temporadas de 1969 a 71.
Em 19 de março de 1971, o Stars organizou o Torneio Profissional Hoc-Soc da NASL de 1971, que foi o primeiro torneio de futebol de salão sancionado por uma liga profissional da Divisão Um na história dos EUA. O Stars perdeu o jogo de abertura por 2 a 1, mas recuperou por 2 a 0 para ganhar o terceiro lugar.
A melhor temporada das estrelas foi em 1972. O The Stars venceu a Divisão Sul naquele ano, derrotou o Rochester Lancers por 2 a 1 em uma partida semifinal realizada no Busch Memorial Stadium em St. Louis e na final perdeu por 2 a 1 para o Cosmos em uma partida disputada no Estádio Hofstra, em Nova Iorque. Pat McBride (MF) e John Sewell (DF) foram nomeados o primeiro time de estrelas da temporada 1972. O sucesso da equipe revigorou o apelo dos fãs, liderando a liga em 1972 com quase 8.000 fãs por partida e continuando a atrair mais de 6.000 fãs a cada temporada, de 1972 a 1977.
O legado do Stars é o desenvolvimento de jovens talentos, em particular atraindo jogadores do grupo local de talentos da área de St. Louis, em vez de recrutar jogadores estrangeiros idosos com altos contratos. De 1969 a 1976, os esquadrões dos Stars eram principalmente jogadores americanos. O The Stars podia se dar ao luxo de confiar no talento local porque, na época, St. Louis possuía fortes equipes universitárias e competições amadoras, com a St. Louis University vencendo 10 campeonatos nacionais da NCAA de 1959 a 1973.  Essa estratégia é uma das razões da longevidade das estrelas (com duração de dez temporadas durante alguns dos períodos mais turbulentos da NASL), mas muitas vezes a equipe era medíocre. Em 13 de fevereiro de 1974, o Stars hospedou (e perdeu de 11 a 4) para a equipe do Exército Vermelho na Arena St. Louis na partida final da turnê norte-americana de futebol de salão da cidade russa de três cidades da equipe russa. St. Louis passou a participar dos torneios indoor NASL de 1975 e 1976 com pouco sucesso.
Em 1975, o Stars assinou uma estrela estrangeira Peter Bonetti . Bonetti jogou pela Inglaterra entre 1966 e 1970, foi o goleiro reserva de Gordon Banks no time vencedor da Inglaterra na Copa do Mundo de 1966 e começou uma partida na Copa do Mundo de 1970 . Bonetti teve uma temporada sólida com o Stars e foi nomeado all-star da NASL para a temporada de 1975. O Stars venceu a Divisão Central em 1975, derrotou o LA Asteca nas quartas de final no Busch Memorial Stadium e perdeu para o Portland Timbers nas semifinais. John Sewell foi nomeado treinador do ano na NASL.
Em 1977, o Stars mais uma vez recrutou um goleiro inglês, Bill Glazier, que deveria ser o goleiro reserva da Inglaterra na Copa do Mundo de 1966, mas sofrera uma fratura na perna. O Glazier  não teve sucesso, no entanto, como John Jackson ganhou o papel de goleiro titular na temporada de 1977.  Em 1977, o Stars terminou em segundo na Divisão Norte, se classificando para os playoffs, onde perdeu na primeira rodada para Rochester no Busch Memorial Stadium. Os principais jogadores da equipe Stars de 1977 foram DF Ray Evans (all-star da segunda equipe da NASL) e MF Al Trost (menção honrosa da NASL).
De 1967 a 68 e 1971 a 74, os Stars jogaram no Busch Memorial Stadium e, de 1969 a 70 e 1975 a 1977, os jogos em casa foram realizados em Francis Field .

### Mudança para a Califórnia
Em 1977, a ênfase do Stars nos jogadores americanos começou a diminuir levemente. Embora o esquadrão de 1977 ainda fosse majoritariamente americano, o esquadrão incluía oito ingleses. Houve uma tentativa de retornar a Busch em 1978, mas os Stars não conseguiram garantir um arrendamento ao seu gosto. Com apenas o pequeno Francis Field disponível como opção e os salários dos jogadores subindo acentuadamente, parecia haver pouca alternativa a não ser mudar. Então, após a temporada de 1977, o Stars se mudou para Anaheim e se tornou o California Surf . Embora o California Surf tenha mantido seu grupo principal de jogadores americanos (principalmente St. Louis), sob o técnico inglês John Sewell, o California Surf importou mais jogadores ingleses.

## Treinadores
- George Mihaljevic (1967)
- Rudi Gutendorf (1968)
- Bob Kehoe (1969–70)
- George Meyer e Casey Frankiewicz (1971)
- Casey Frankiewicz (1972–73)
- John Sewell (1974–78)